# The Complex: An Insider Exposes the Covert World of the Church of Scientology
The Complex: An Insider Exposes the Covert World of the Church of Scientology (Merlin Publishing, 2008) är en bok skriven av John Duignan, en irländsk författare och avhoppad scientolog.

### Fotnoter
1. ↑  ”The Complex” (på engelska). Worldcat. 11 mars 2008. https://www.worldcat.org/title/complex-an-insider-exposes-the-covert-world-of-the-church-of-scientology/oclc/301815002&referer=brief_results. Läst 22 oktober 2017.